# Astrid Gjertsen
Astrid Gjertsen (* 14. September 1928 in Horsens, Dänemark; † 17. Juni 2020) war eine norwegische Politikerin der konservativen Høyre, die 17 Jahre Mitglied des Storting sowie zwischen 1981 und 1986 Ministerin für Verbraucher und Verwaltung in der Regierung Willoch war.

## Leben

### Hausfrau und Kommunalpolitikerin
Astrid Gjertsen, Tochter des Landwirts Senius Spaabæk und der Hausfrau Helga Mogensen, stammte aus Dänemark und besuchte zwischen 1944 und 1946 das Gymnasium in Horsens. 1946 erwarb sie den Abschluss einer Realschule und war anschließend als Hausfrau tätig. Zunächst war sie zwischen 1968 und 1974 Vorsitzende des Kreisverbandes des Hausfrauenbundes (Norges Husmorforbund) in Aust-Agder.
Ihre politische Laufbahn begann Astrid Gjertsen in der Kommunalpolitik und war zwischen 1967 und 1975 Mitglied des Gemeindevorstandes von Tvedestrand in Norwegen. Zeitgleich war sie Vorsitzende des Lohn- und Verwaltungsausschusses der Gemeinde sowie von 1969 bis 1974 Vorsitzende des Bauausschusses für das Gemeindekrankenhaus. Zugleich war sie von 1969 bis 1973 Vorsitzende des Frauenverbandes der Høyre in Tvedestrand sowie von 1972 bis 1975 Vorsitzender des Gemeindeverbandes der Høyre.
Des Weiteren engagierte sie sich von 1970 bis 1975 als Vorsitzende des Krankenhausbeirates sowie von 1971 bis 1975 als Vorsitzende des Beirates für das Zentralkrankenhaus des Fylke Aust-Agder. Ferner war sie zwischen 1974 und 1981 Vize-Vorsitzende des Beirates für die Fleischindustrie sowie zwischen 1974 und 1977 Vorsitzende des Beirates des Gemeindekrankenhauses von Tvedestrand.

### Mitglied des Storting und Ministerin
Nachdem sie zwischen 1969 und 1973 stellvertretendes Mitglied des Storting war, wurde sie als Kandidatin der Høyre bei der Parlamentswahl vom 10. September 1973 erstmals zum Mitglied des Storting gewählt und vertrat dort bis zur Parlamentswahl 1989 die Interessen des Fylke Aust-Agder.
Während ihrer Parlamentszugehörigkeit war sie zwischen Oktober 1973 und September 1981 Mitglied des Vorstands der Høyre-Fraktion im Storting. Ferner war sie Oktober 1973 und September 1981 Mitglied des Wahlausschusses sowie von Oktober 1973 bis September 1977 zugleich Mitglied des Verwaltungsausschusses und anschließend von Oktober 1977 bis September 1981 Sekretär des Transport- und Kommunikationsausschusses des Storting. Zeitgleich war sie von November 1977 bis Februar 1979 Mitglied des Protokollausschusses des Storting sowie zwischen Januar 1978 und Januar 1981 Mitglied der Delegation des Storting beim Nordischen Rat.
1976 wurde Astrid Gjertsen Mitglied des Zentralvorstandes der Høyre und gehörte diesem bis 1986 an. Während dieser Zeit war sie zwischen 1978 und 1982 auch 2. Vizevorsitzende der Høyre.
Am 14. Oktober 1981 wurde Astrid Gjertsen von Statsminister (Ministerpräsident) Kåre Willoch zur Ministerin für Verbraucher und Verwaltung (Statsråd, Forbruker- og Administrasjonsdepartementet) in dessen Regierung berufen und bekleidete dieses Ministeramt bis zu ihrer Ablösung am 18. April 1986 durch ihre Parteifreundin Astrid N. Heiberg. Während dieser Zeit wirkte Tore A. Liltved als ihr Vertreter im Storting.
In dieser Zeit fungierte sie zwischen 1983 und 1985 auch als Vorsitzende des Wahlausschusses ihrer Partei. Nach ihrem Ausscheiden aus der Regierung war sie von Mai 1986 bis September 1989 Mitglied des Sozialausschusses des Storting.